# Meigenia pauperata
Meigenia pauperata är en tvåvingeart som beskrevs av Robineau-desvoidy 1863. Meigenia pauperata ingår i släktet Meigenia och familjen parasitflugor.
Artens utbredningsområde är Frankrike. Inga underarter finns listade i Catalogue of Life.